# Ulf Norrman
Ulf Johan Norrman (Gotemburgo, 16 de marzo de 1935-Karlstad, 21 de enero de 2020) fue un deportista sueco que compitió en vela en la clase Star. Ganó una medalla de plata en el Campeonato Europeo de Star de 1968.

## Palmarés internacional
| Campeonato Europeo | Campeonato Europeo | Campeonato Europeo | Campeonato Europeo |
| Año                | Lugar              | Medalla            | Clase              |
| ------------------ | ------------------ | ------------------ | ------------------ |
| 1968               | Nápoles (Italia)   | Medalla de plata   | Star               |